# Francisco José Duarte Isava
Francisco José Duarte Isava   (Maracaibo, 6 de gener de 1883 - Caracas, 1 d'octubre de 1972) va ser un matemàtic, astrònom, enginyer, cartògraf i funcionari públic veneçolà.

## Vida i Obra
Duarte va ser el sisè dels deu fills d'un general de l'exèrcit veneçolà. Va obtenir el títol de batxiller i d'agrimensor el 1900 a la universitat de Carabobo i el 1908 es va graduar com enginyer civil a la universitat Central de Veneçuela a Caracas. El 1920 va fer estudis de postgrau a la universitat de París.
Va ser professor universitari intermitentment: a la universitat Central (1909-1911, 1917-19 i 1936-1939) i a la universitat Santa Maria (1954-1956). Durant molts anys va treballar per a organitzacions governamentals: cònsol de Veneçuela a Ginebra (1924-1929), director del Observatorio Astronómico y Meteorológico Juan Manuel Cajigal (1936-1941), director de fronteres del Ministeri de Relacions Exteriors (1941-1968), i membre de diverses comissions de delimitació de fronteres amb Brasil, Guaiana i Colòmbia.
A partir de 1958 va ser cap del consell assessor de l'observatori i com a tal va participar en la localització del nou Observatori Astronòmic Nacional de Llano del Hato. Per això, el Centro de Investigaciones de Astronomía Francisco J. Duarte de Veneçuela porta el seu nom.
Duarte va publicar set llibres, més vuitanta articles a revistes científiques i unes vint solucions de problemes. Potser la seva obra més coneguda va ser Lecciones de análisis infinitesimal (1943) continuació del seu text Memoria sobre integrales limitadas (1929) que, probablement és el primer text de matemàtiques avançades imprès a Veneçuela. També ´son remarcables les taules de logaritmes que va publicar conjuntament amb Robert de Montessus de Ballore el 1925 a París.